# 奥伯韦勒
奥伯韦勒是德国莱茵兰-普法尔茨州的一个市镇。总面积5.31平方公里，总人口128人，其中男性68人，女性60人（2011年12月31日），人口密度24人/平方公里。